# Dukhless
Dukhless (russisk: Духless) er en russisk spillefilm fra 2012 af Roman Prygunov.

## Medvirkende
- Danila Kozlovskij – Maks Andrejev
- Marija Andrejeva – Julija
- Artjom Mikhalkov – Vadim
- Nikita Panfilov – Misja Voudu
- Artur Smoljaninov – Avdej